# Кишбер
Ки́шбер (венг. Kisbér) — город на северо-востоке Венгрии (Центрально-Задунайский край), в медье Комаром-Эстергом.
Население Кишбера по данным на 2001 год — 5874 человека. Площадь города — 52,17 км². Плотность населения — 112,59 чел./км².
Город Кишбер, как и вся Венгрия, находится в часовом поясе, обозначаемом по международному стандарту как Central European Time (CET). Смещение относительно UTC составляет +1:00 (CET, зимнее время) / +2:00 (CEST, летнее время), так как в этом часовом поясе действует переход на летнее время.
Почтовый индекс — 2870. Телефонный код (+36)34.

## Галерея

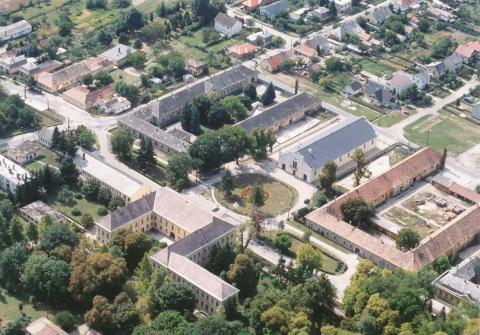
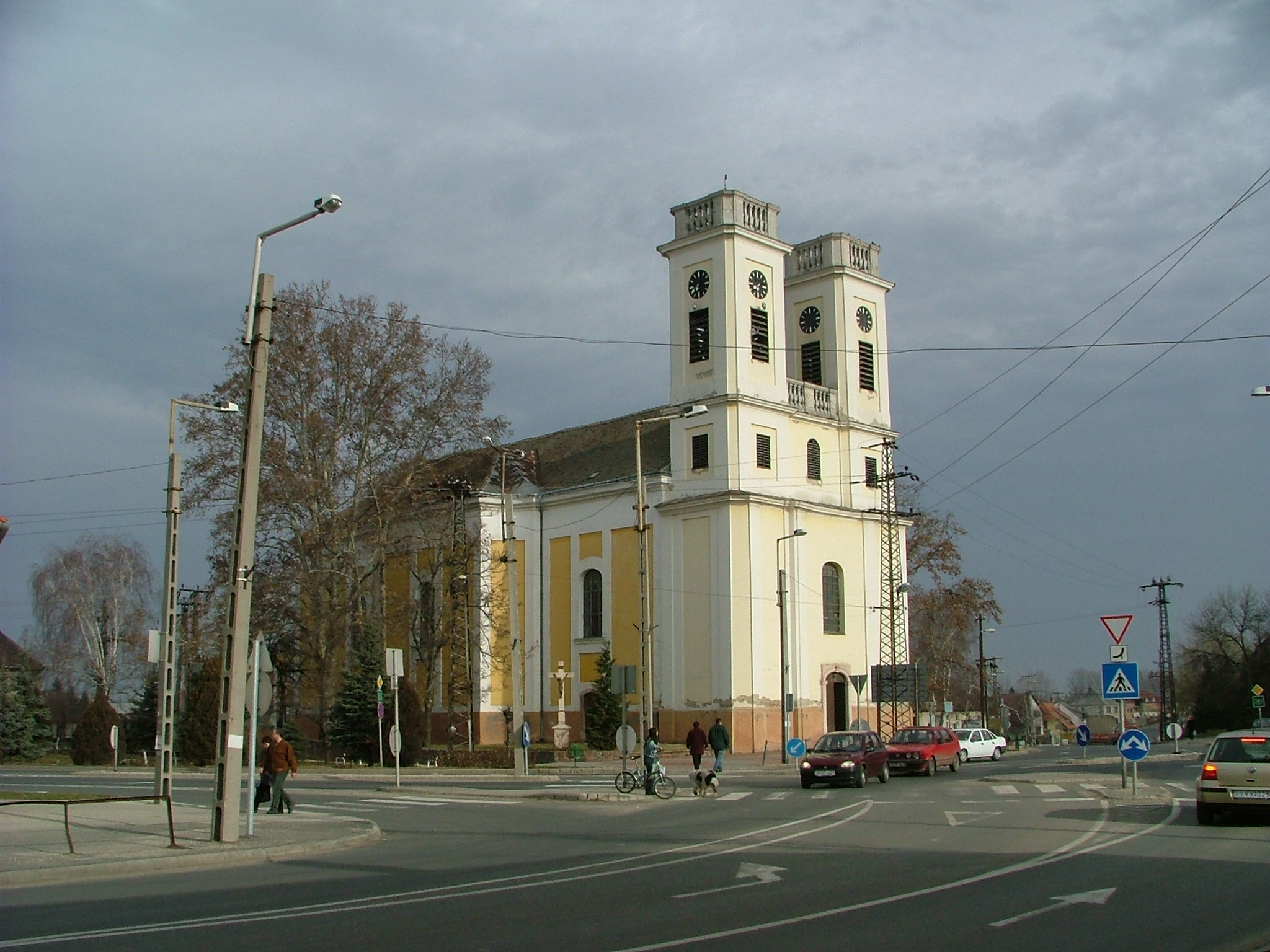
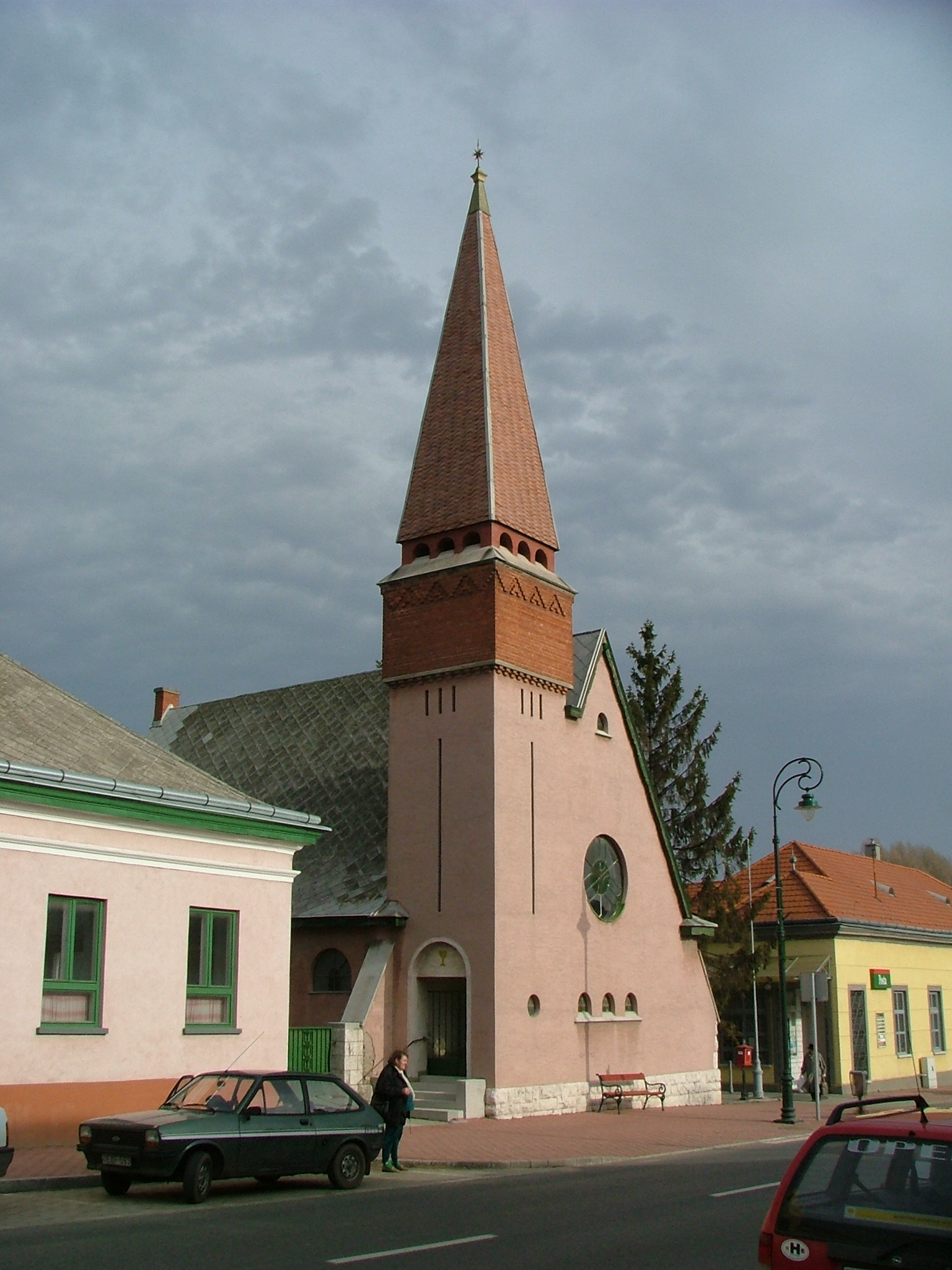

## Население
| Год  | Численность | Численность |
| ---- | ----------- | ----------- |
| 2013 | 5432        | [ 2 ]       |
| 2014 | 5368        | [ 3 ]       |
| 2018 | 5336        | [ 4 ]       |
| 2022 | 5471        | [ 5 ]       |
| 2023 | 5554        | [ 6 ]       |
| 2024 | 5514        | [ 1 ]       |

## Города-побратимы
- Кымпия-Турзи, Румыния